# Pathé Arnhem

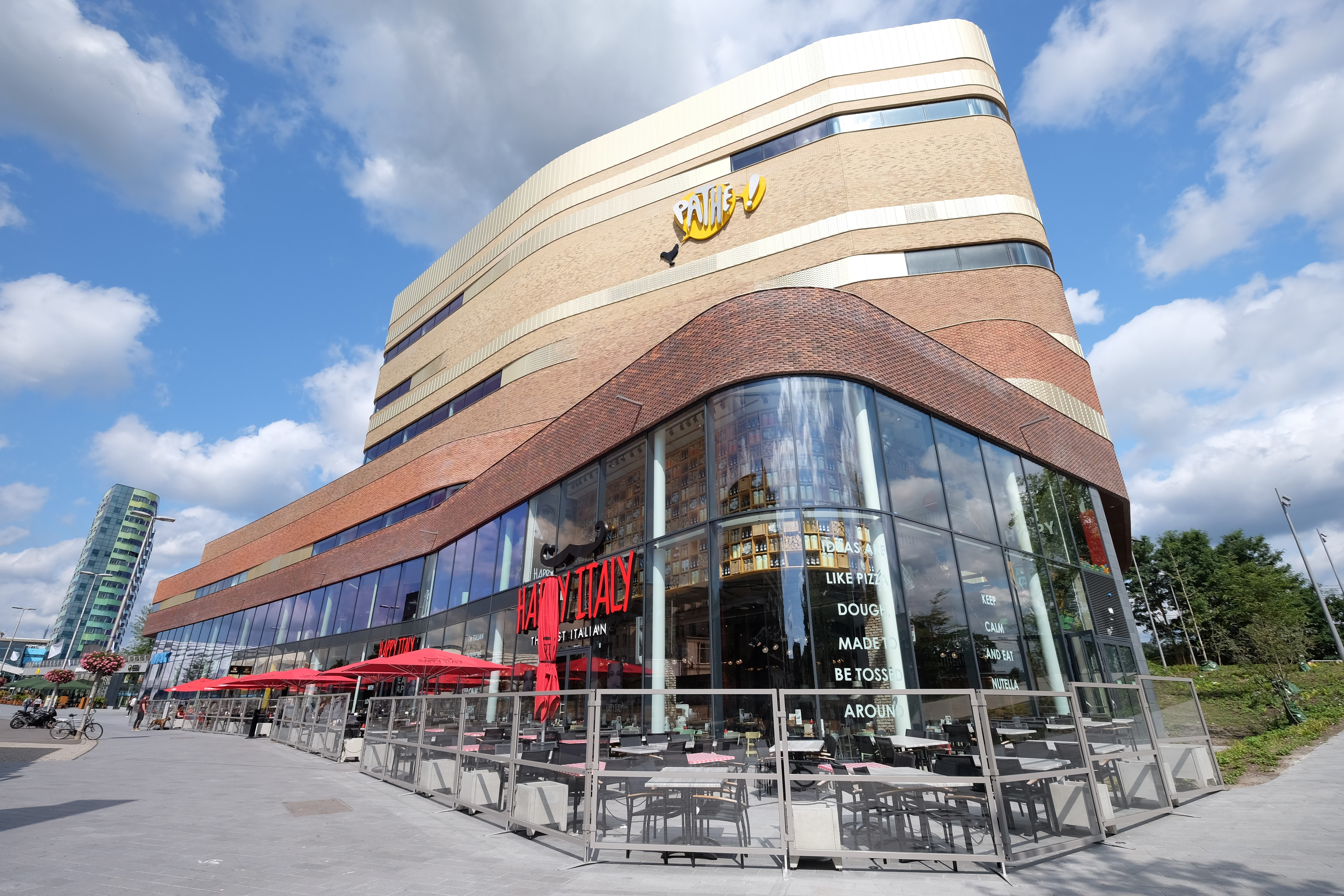
De bioscoop bevat negen zalen verdeeld over zes etages.

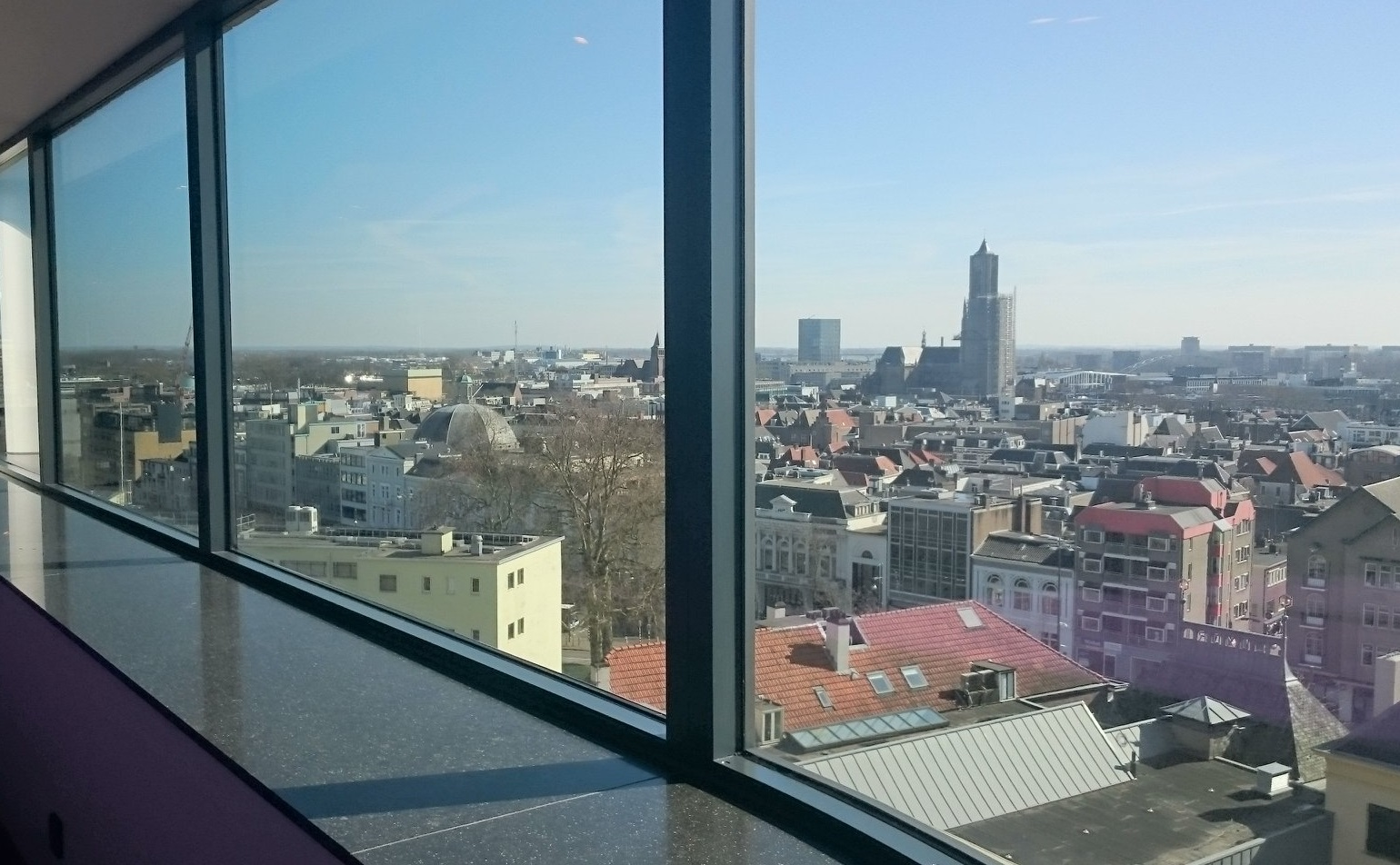
Het uitzicht op de oude binnenstad

Pathé Arnhem is een megabioscoop in Arnhem van bioscoopexploitant Pathé. De bioscoop bevindt zich aan de Oude Stationsstraat, grenzend aan het Stationsplein. Over het algemeen draaien er films die veel publiek trekken. In de kleinere zalen draaien zowel PAC-films (Pathé Alternative Cinema) als ook de gewone middle of the road-films.
Deze vestiging heeft het grootste IMAX-scherm van Nederland en beschikt over twee zalen met het Dolby Atmos-systeem. De bioscoop bevat 9 zalen verdeeld over 6 etages met een totale capaciteit van 1683 stoelen. De grootste zaal (1) heeft 308 stoelen en wordt gebruikt voor IMAX-voorstellingen; het scherm in deze zaal heeft een afmeting van 21 bij 12 meter.

## Geschiedenis
Jarenlang was het Rembrandt Theater aan het Velperplein een begrip in Arnhem. In 2010 nam Pathé de exploitatie over van Minerva. Na de overname blijkt die bioscoop niet meer te voldoen aan de kwaliteitseisen. Pathé heeft het gebouw wat opgeknapt aan de bioscoop vooruitlopend op de verhuizing naar een nieuw onderkomen bij het Centraal Station. In oktober 2015 nam Pathé de nieuwe bioscoop in gebruik. Op de plek van het gebouw, ontworpen door EUP Design, stond enkele jaren het tijdelijke entreegebouw van het Arnhemse spoorwegstation. 